# Jezioro Czarne (Włocławek)
Jezioro Czarne – jezioro w Polsce, położone w województwie kujawsko-pomorskim, w granicach administracyjnych Włocławka, w dzielnicy Wschód Leśny.
W czerwcu 2009 roku i lipcu 2010 roku uznane zostało za nadające się do kąpieli.